# Dorcopsis atrata
El walabí negro del bosque o dorcopsis negro (Dorcopsis atrata) es una especie de marsupial de la familia Macropodidae.

## Hábitat y distribución
Su hábitat natural son los bosques, secos, tropicales y subtropicales. Es endémico de Papúa Nueva Guinea. Se encuentra en peligro de extinción, debido a la destrucción de su hábitat.